# Cerastium fastigiatum
Cerastium fastigiatum là loài thực vật có hoa thuộc họ Cẩm chướng. Loài này được Greene mô tả khoa học đầu tiên năm 1901.